# Птолемей Филадельф (сын Клеопатры)
Птолемей XVI Филадельф (греч. Πτολεμαῖος ὁ Φιλάδελφος) — младший ребёнок Клеопатры и Марка Антония.

## Биография
Птолемей Филадельф, сын Клеопатры и Марка Антония, родился в августе/сентябре 36 года до н. э. в Антиохии в Сирии (нынешняя Антакья).
Птолемей был назван в честь Птолемея II Филадельфа (второго фараона династии Птолемеев). В конце 34 г. до н. э. Птолемей был провозглашен правителем Сирии, Финикии и Киликии. Его родители потерпели поражение от Октавиана (будущего римского императора Августа) в морском сражении при Акциуме в 31 г. до н. э. В следующем году его родители покончили с собой, когда Октавиан и его армия вторглась в Египет. Октавиан взял его, его старшего брата Александра Гелиоса и сестру Клеопатру Селену в плен, они должны были участвовать в триумфе Октавиана по прибытии в Рим. Во время парада они были закованы в цепи, которые были так тяжелы, что они не могли ходить, чем вызвали сочувствие у римлян. Судьба Птолемея Филадельфа неизвестна. Древние источники не упоминают какой-либо военной службы или политической карьеры; он не принимал участия ни в каких скандалах, и если бы он дожил до зрелого возраста, брака или потомков, то это было бы упомянуто.
Птолемей, вероятно, умер от болезни зимой 29—30 года до н. э., но это не подтверждено.